# Бой при Хонканиеми
Бой при Хонканиеми (фин. Honkaniemen taistelu) — один из двух танковых боёв в ходе Советско-финской войны 1939—1940 годов, произошедший 26 февраля 1940 года в районе нынешнего населённого пункта Лебедевка.

## Ход боя
Бой стал следствием ошибки финского командования, которое, не проведя разведки, попыталось отбить силами 23-й пехотной дивизии при поддержке 4-й танковой роты занятый советскими войсками полустанок Хонканиеми. В результате, начав атаку, финские танки танки Виккерс, вооружённые 37-мм пушками, вышли прямо на советские машины Т-26 танковой роты под командованием капитана Василия Архипова 112-го танкового батальона 35-й легкотанковой бригады, приданного 123-й стрелковой дивизии, которые следовали для проведения рекогносцировки. В ходе завязавшегося боя финны понесли большие потери в технике и отступили. Сведения о потерях советской стороны разнятся: по советским данным, у советской стороны потерь не было, финны же настаивают на подбитии от 3 до 5 советских танков.

## Уничтоженные финские танки
1. Виккерс № 644, командир капрал Расси. Танк застрял, экипаж его покинул. Уничтожен советской артиллерией.
2. Виккерс № 648, командир лейтенант Миккола. Уничтожил два танка противника, пока танк не загорелся от прямого попадания. Командир остался жив.
3. Виккерс № 655, Командир фельдфебель Юли-Хейккиля. Танк уничтожен противотанковой пушкой противника, экипаж погиб.
4. Виккерс № 667, командир младший сержант Сеппяля. Уничтожил два танка противника, пока не был уничтожен сам.
5. Виккерс № 668, командир младший сержант Пиетиля. От попадания противотанкового ружья взорвался мотор, выжил водитель рядовой Саунио, остальные погибли.

По советским источникам, финны потеряли в этом бою семь машин, ещё один танк был сильно повреждён, эвакуирован в тыл, но не восстанавливался.
За этот бой (и за прежние отличия при прорыве линии Маннергейма) капитану В. С. Архипову было присвоено звание Героя Советского Союза, позднее он подробно описал его в своих мемуарах «Время танковых атак».